# Julius Sponsel
Julius Sponsel (* 5. September 1887 in Selb; † 5. November 1970 in Oberasbach) war ein deutscher Reichsgerichtsrat.

## Leben
Der Katholik Sponsel war der Sohn eines Oberforstverwalters. Er studierte an der Universität Würzburg und war seit 1906 Mitglied der Burschenschaft Arminia Würzburg. Er bestand die erste juristische Staatsprüfung 1910 mit der Note „bestanden“, die zweite 1913 mit „Hauptergebnis 84“. Mitte Juli 1919 wurde er Rechtspraktikant und dann ständiger Hilfsrichter in Jugendsachen beim Amtsgericht Nürnberg. Fünf Wochen später wurde er am Amtsgericht Sekretär. Im Mai 1920 wurde er dort Amtsanwalt und 1926 Amtsrichter. Im März 1930 wurde er zum Amtsgerichtsrat befördert und im Juli an das Arbeitsgericht Nürnberg versetzt. Mitte März 1934 wurde Sponsel Landgerichtsrat am Landgericht Nürnberg-Fürth und im Dezember 1935 dort Landgerichtsdirektor. Am 1. Mai 1937 trat er der NSDAP bei (Mitgliedsnummer 4.857.330). Anfang 1940 wurde er als Hilfsarbeiter an das Reichsgericht abgestellt und im April 1941 zum Reichsgerichtsrat ernannt. Er war im I. und IV. Strafsenat tätig.